# 9e cérémonie des Filmfare Awards

La neuvième cérémonie des Filmfare Awards s'est déroulée le 20 mai 1962 à Bombay en Inde.

## Palmarès
| Catégorie                                  | Lauréat |
| ------------------------------------------ | --- |
| Meilleur film                              | Jis Desh Mein Ganga Behti Hai - produit par Raj Kapoor - réalisé par Radhu Karmakar - avec Raj Kapoor, Padmini et Pran |
| Meilleur réalisateur                       | Baldev Raj Chopra (Kanoon)                                                                                             |
| Meilleur acteur                            | Raj Kapoor (Jis Desh Mein Ganga Behti Hai)                                                                             |
| Meilleure actrice                          | Vyjayanthimala (Gunga Jumna)                                                                                           |
| Meilleur acteur dans un second rôle        | Nana Palsikar (Kanoon)                                                                                                 |
| Meilleure actrice dans un second rôle      | Nirupa Roy (Chhaya (en))                                                                                               |
| Meilleur compositeur                       | Ravi (Gharana) |
| Meilleur parolier                          | Shakeel Badayuni pour « Husnwale Tera Jawab Nahin » (Gharana)                                                          |
| Meilleur chanteur ou chanteuse de playback | Mohammed Rafi pour « Teri Pyari Pyari Surat » (Sasural)                                                                |
| Meilleure histoire                         | C.V. Sridhar (Nazrana)                                                                                                 |
| Meilleurs dialogues                        | Wajahat Mirza (Gunga Jumna)                                                                                            |
| Meilleure photographie                     | V. Babasaheb (Gunga Jumna)                                                                                             |
| Meilleure direction artistique             | M.R. Achrekar (Jis Desh Mein Ganga Behti Hai)                                                                          |
| Meilleur son                               | Kuldeep Singh (Junglee)                                                                                                |
| Meilleur montage                           | G.G. Mayekar (Jis Desh Mein Ganga Behti Hai)                                                                           |